# Touch Me
"Touch Me" is een nummer van de Amerikaanse band The Doors. Het nummer verscheen op hun album The Soft Parade uit 1969. In december 1968 werd het nummer uitgebracht als de eerste single van het album.

## Achtergrond
"Touch Me" is geschreven door gitarist Robby Krieger en, net zoals de meeste nummers van The Doors, geproduceerd door Paul Rothchild. Het is een bijzonder nummer in het oeuvre van de groep vanwege het intensieve gebruik van blaasinstrumenten; zo is er een solo bespeeld door saxofonist Curtis Amy te horen. Toetsenist Ray Manzarek bespeelde de klavecimbel en de orgel op het nummer. Tevens gebruikte hij de gitaarriff van het The Four Seasons-nummer "C'mon Marianne" uit 1967 in zijn deel.
"Touch Me" had verschillende werktitels: "I'm Gonna Love You", een regel die voorkomt in het refrein, en "Hit Me", een verwijzing naar blackjack. In een vroege versie luidde de eerste regel "C'mon, hit me, I'm not afraid", waaruit blijkt dat het nummer oorspronkelijk over een blackjackspeler ging. Zanger Jim Morrison veranderde deze regel omdat hij bang was dat het publiek tijdens concerten zou denken dat "hit me" een uitnodiging was om hem aan te vallen.
Aan het einde van "Touch Me" zingt Morrison de regel "Stronger than dirt", wat destijds de slogan was van het schoonmaakmiddel Ajax. De laatste vier noten van het nummer waren namelijk hetzelfde als die in een televisiereclame van Ajax. Dit was een reactie op een aanbod dat de band kreeg van Buick om hun nummer "Light My Fire" in een van hun reclames te gebruiken. Krieger, Manzarek en John Densmore gingen hiermee akkoord, maar Morrison hield deze deal tegen. Deze laatste regel werd niet gebruikt op de singleversie van het nummer.
"Touch Me" werd een nummer 1-hit in Canada, terwijl het tot de derde plaats kwam in de Amerikaanse Billboard Hot 100. In Australië bereikte het nummer de tiende plaats. In het Verenigd Koninkrijk wist het de hitlijsten niet te behalen. In Nederland kwam het nummer tot plaats 21 in de Top 40, terwijl in de Parool Top 20 de negentiende positie werd behaald. In Vlaanderen werd het geen hit, maar in Wallonië kwam het tot plaats 37 in de Ultratop 50.

## Hitnoteringen

### Nederlandse Top 40
| Hitnotering: 25-01-1969 t/m 22-02-1969 | Hitnotering: 25-01-1969 t/m 22-02-1969 | Hitnotering: 25-01-1969 t/m 22-02-1969 | Hitnotering: 25-01-1969 t/m 22-02-1969 | Hitnotering: 25-01-1969 t/m 22-02-1969 | Hitnotering: 25-01-1969 t/m 22-02-1969 | Hitnotering: 25-01-1969 t/m 22-02-1969 |
| Week                                   | 1                                      | 2                                      | 3                                      | 4                                      | 5                                      |                                        |
| -------------------------------------- | -------------------------------------- | -------------------------------------- | -------------------------------------- | -------------------------------------- | -------------------------------------- | -------------------------------------- |
| Positie                                | 39                                     | 24                                     | 21                                     | 21                                     | 35                                     | uit                                    |

### Parool Top 20
| Hitnotering: 08-02-1969 | Hitnotering: 08-02-1969 | Hitnotering: 08-02-1969 |
| Week                    | 1                       |                         |
| ----------------------- | ----------------------- | ----------------------- |
| Positie                 | 19                      | uit                     |

### NPO Radio 2 Top 2000
| Nummer met noteringen in de NPO Radio 2 Top 2000 | '00 | '01 | '02 | '03 | '04 | '05 | '06 | '07 | '08 | '09 | '10 | '11 | '12 | '13 | '14 | '15  | '16  | '17  | '18  | '19  | '20  | '21  | '22  | '23 | '24  |
| ------------------------------------------------ | --- | --- | --- | --- | --- | --- | --- | --- | --- | --- | --- | --- | --- | --- | --- | ---- | ---- | ---- | ---- | ---- | ---- | ---- | ---- | --- | ---- |
| Touch Me                                         | 940 | -   | 568 | 691 | 821 | 604 | 705 | 801 | 714 | 767 | 733 | 690 | 728 | 693 | 891 | 1063 | 1083 | 1168 | 1713 | 1468 | 1670 | 1656 | 1875 | -   | 1959 |

1. ↑  Een '-' betekent dat het nummer niet was genoteerd en een vetgedrukt getal geeft de hoogste notering aan.
2. ↑  2000 was het eerste jaar met een notering voor dit nummer.